# Día de las Microempresas y las Pequeñas y Medianas Empresas
El Día de las Microempresas y de las Pequeñas y Medianas Empresas es una jornada que se celebra anualmente el 27 de junio desde 2017, instaurada por la Asamblea General de las Naciones Unidas en ese mismo año.

## Proclamación
El Día de las Microempresas y de las Pequeñas y Medianas Empresas fue proclamado el 6 de abril de 2017 por la Asamblea General de las Naciones Unidas, a propuesta liderada por la Misión Permanente de Argentina. El objetivo es concienciar sobre la enorme contribución de las pequeñas y medianas empresas, (MSMEs por sus siglas en inglés) a la consecución de los Objetivos de Desarrollo Sostenible (ODS) de las Naciones Unidas.

## Celebración
Este día se celebra el 27 de junio. La primera celebración fue el año 2017 en Buenos Aires, en colaboración con el 62º Congreso Mundial de la International Council for Small Business (ICSB), resaltando el papel de Argentina en el establecimiento de este día. Desde entonces, se han realizado diversas actividades y eventos a nivel mundial para fomentar el apoyo y desarrollo de las MIPYME, incluyendo el MSMEs Knowledge Summit, evento organizado por la ICSBo foros como el del 12 de mayo de 2018 en la ONU.

## Temas
- 2017: Small Business Big Impact,[6][7] ('Pequeñas empresas, gran impacto')
- 2018: The Youth Dimension,[8] ('La dimensión juvenil')
- 2019: Unlocking the potential of MSMEs to contribute to the SDGs,[9] ('Desbloqueando el potencial de las MIPYME para contribuir a los ODS')
- 2020: The COVID-19 pandemic and its impact on small business,[10] ('La pandemia de COVID-19 y su impacto en las pequeñas empresas')
- 2021: MSMEs for an inclusive and sustainable recovery,[11] ('MIPYME para una recuperación inclusiva y sostenible')
- 2022: Resilience and Rebuilding: MSMEs for Sustainable Development,[12][13] ('Resiliencia y reconstrucción: MIPYME para el Desarrollo Sostenible')
- 2023: Building a Stronger Future Together,[14] ('Construyendo un futuro más fuerte juntos')